# Akçakoyunlu, Pazarcık
Akcakoyunlu là một xã thuộc huyện Pazarcık, tỉnh Kahramanmaraş, Thổ Nhĩ Kỳ. Dân số thời điểm năm 2010 là 265 người.